# 施托克烯胺反应
施托克烯胺反应（Stork enamine alkylation），又稱為Stork烷基化或Stork反应，是烯胺与α,β-不飽和羰基化合物发生类似于Michael加成的反应后，使產物在酸性水溶液水解，產生1,5-二羰基化合物的有机人名反应。
其過程为：
1. 由酮形成烯胺。
2. 烯胺与α,β-不飽和醛酮加成，生成另一个烯胺。
3. 烯胺水解，復原成邻位取代的酮。

當親電試劑是醯鹵，則形成1,3-二酮（Stork醯化）。 反應取名自發明者吉尔贝特·施托克。

## 应用
此種反應在特別情況下，亦可能以鹵代烷或反應性較低的親電試劑使酮或醛烷基化：
此方法中，羰基化合物先与一級胺发生缩合，轉變成亞胺。亞胺接著與格氏試劑反應成相應的鎂鹽，该镁盐与卤代烷发生親核取代反應，生成烷基化的烯胺，經由再次水解產生烷基化酮。